# Abraham Sarmiento
Abraham F. Sarmiento sr. (Santa Cruz, 8 oktober 1921 – Praag, 3 oktober 2010) was een Filipijns rechter. Hij was actief in de oppositie tegen het dictatoriale bewind president Ferdinand Marcos en werd door diens opvolger Corazon Aquino in 1987 benoemd tot rechter van het Filipijns hooggerechtshof. In 1991 bereikte hij de voor rechters verplichte pensioenleeftijd van 70 jaar.

## Carrière
Sarmiento studeerde rechten aan de University of the Philippines, waar hij in 1949 zijn Bachelor-diploma behaalde. Na het behalen van zijn toelatingsexamen voor de Filipijnse balie, werkt hij jarenlang als advocaat in de commerciële sector. Hij begon alleen en werkte later samen met de senatoren Gerardo Roxas en Justiniano Montano. In 1967 startte hij zijn eigen advocatenkantoor, Abraham F. Sarmiento Law Office. Naast zijn werk als advocaat, doceerde hij nog rechten aan het Francisco College en was hij examinator voor het toelatingsexamen voor de Filipijnse balie. Ook was hij een van de gedelegeerden van de Constitutionele Conventie van 1971. Van 1988 tot 1989 was hij de voorzitter van de toelatingsexamens voor de Filipijnse balie.
In 1972 riep president Ferdinand Marcos de staat van beleg uit. Zijn bewind nam hierna dictatoriale vormen aan. Persvrijheid bestond niet meer en veel van zijn tegenstanders werden gevangengezet. Een van deze politieke gevangenen was de oudste zoon van Sarmiento, Abraham "Ditto" Sarmiento jr. Ditto was hoofdredacteur van het universiteitsblad van de University of the Philippines, dat onder zijn leiding diverse kritische stukken over Marcos publiceerde. In 1976 werd Ditto gearresteerd en Sarmiento moest zeven maanden lang onderhandelen om hem weer vrij te krijgen. Tijdens zijn gevangenschap was Ditto's gezondheid echter sterk achteruitgegaan en een jaar later overleed hij op 27-jarige leeftijd aan de gevolgen van een hartaanval. Na de dood van zijn zoon werd Sarmiento zichtbaar actief in enkele mensenrechten en anti-Marcos organisaties. Hij was een van de oprichters van de National Union for Democracy and Freedom, de Philippine Organization for Human Rights en de National Union for Liberation. Ook was hij een van de oprichters van UNIDO, een alliantie van diverse politieke oppositiepartijen. In 1979 schreef Sarmiento samen met voormalig president Diosdado Macapagal en drie anderen het boek "The Road Back to Democracy". Later dat jaar bracht hij samen met Manuel Concordia tevens het boek "Ang Demokrasya sa Pilipinas" uit. Hij werd gearresteerd wegens opruiing en onder huisarrest geplaatst. Van 1981 tot 1983 was hij secrataris-generaal van UNIDO. Van 1985 tot 1987 was hij de belangrijkste raadsman van het bestuur van de partij Lakas ng Bayan (LABAN), de partij van de in 1983 vermoorde oppositieleider Ninoy Aquino. De partijen UNIDO en LABAN zouden uiteindelijk, na bemiddeling door de aartsbisschop van Manilla kardinaal Jaime Sin, de handen ineenslaan en met Corazon Aquino en Salvador Laurel de oppositiekandidaten leveren voor de tussentijdse verkiezingen van 1986.
Na de val van Marcos werd Sarmiento door diens opvolger Corazon Aquino benoemd tot rechter in het Filipijns hooggerechtshof. Zijn termijn in het hoogste Filipijnse rechtscollege duurde tot 1991 toen hij de voor rechters verplichte pensioenleeftijd van 70 jaar bereikte. Na zijn pensionering werd hij benoemd tot regent van de University of the Philippines en was hij voorzitter van de Associatie voor gepensioneerde rechters van het Filipijns hooggerechtshof. Beide functies vervulde hij, totdat hij in 2010 bezweek aan de gevolgen van orgaanuitval tijdens een bezoek aan zijn dochter Regina, de Filipijnse ambassadeur in Tsjechië.